# ɾ
Cette page contient des caractères spéciaux ou non latins. S’ils s’affichent mal (▯, ?, etc.), consultez la page d’aide Unicode.
La lettre ɾ (minuscule qui n'a pas de capitale équivalente), appelée r sans obit, est un symbole phonétique utilisé dans l’alphabet phonétique international (API) pour représenter la consonne battue alvéolaire voisée. Sa forme peut être décrite comme la lettre r minuscule sans empattement supérieur, appelé obit, ni la partie du fût à laquelle s’attache l’obit dans les fontes à empattements ; ressemblant à une petite capitale J culbutée.

## Utilisation
En 1899, J. Spieser propose le symbole ɾ pour l’alphabet phonétique international, décrit comme un ᴊ inversé, c’est-à-dire une petite capitale J culbuté, pour remplacé le r culbuté ‹ ɹ › représentant le r anglais de l’époque en position final ou devant une consonnne.
Dans l’Exposé des principes de l’Association phonétique internationale de 1908, les Principles de 1912 ou L’Écriture phonétique internationale de 1921, le symbole ɾ est suggéré pour le r formé d’un seul coup de langue plutôt représenté dans le même ouvrage avec le symbole r culbuté ‹ ɹ › mais ayant une valeur distincte dans la transcription de l’espagnol de celle de l’anglais.
Le symbole ɾ figure avec sa valeur actuelle de consonne battue alvéolaire voisée dans le tableau de l’API à partir de 1926.
Geoffrey K. Pullum et William A. Ladusaw décrive ce symbole comme un « r-hameçon », comme un r duquel on aurait retiré l’obit (et la partie de la lettre rattachée à celui-ci), mais indique que celui-ci est typographiquement une petite capital J culbutée.

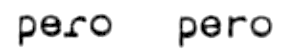
Transcriptions phonétiques des mots espagnols pero [peɾo] et perro [pero] avec une police à chasse fixe sans empattement.

## Représentation informatique
Cette lettre possède la représentation Unicode suivante :
| formes    | représentations | chaînes de caractères | points de code | descriptions                        |
| --------- | --------------- | --------------------- | -------------- | ----------------------------------- |
| minuscule | ɾ               | ɾ                     | U+027E         | lettre minuscule latine r sans obit |